# Locquénolé
Locquénolé ([lɔkenɔle] (en breton : Lokenole) est une commune du département du Finistère, dans la région Bretagne, en France. 

## Géographie

### Situation
Locquénolé fait partie traditionnellement du Pays Pouched, qui se situe entre la Penzé et la Rivière de Morlaix et comprend les communes de Carantec, Henvic, Taulé et Locquénolé. On parle aussi du pays chikolodenn, initialement le nom de la coiffe portée par les femmes de la région de Saint-Pol-de-Léon.
Il se trouve dans l'aire d'attraction de Morlaix, ainsi que dans sa zone d'emploi et dans son bassin de vie.

### Communes limitrophes
Locquénolé est bordée au nord, à l'ouest et au sud par Taulé et à l'est, par la rivière de Morlaix. 
| Taulé | Taulé      | Rivière de Morlaix, Plouezoc'h |
| Taulé | Locquénolé | Rivière de Morlaix, Morlaix    |
| Taulé | Taulé      | Rivière de Morlaix, Morlaix    |

### Géologie et relief
La superficie de la commune est de 0,85 km2 ; son altitude varie de 0  à   81 mètres. 
Le territoire communal, de taille réduite, est pentu (versant ouest de la rivière de Morlaix), avec un fort dénivelé, allant de 81 mètres d'altitude au niveau de la mer (le bourg est vers 15 mètres d'altitude).
Après Île-de-Sein et Île-Molène, c'est la troisième plus petite commune du département.

### Hydrographie
Pour un article plus général, voir Réseau hydrographique du Finistère.
La commune est située dans le bassin Loire-Bretagne. Elle n'est drainée par aucun cours d'eau,.
Locquénolé est située sur la rive gauche de la Rivière de Morlaix, à environ 7 km de Morlaix, face à l'embouchure du Dourduff et est toute proche de la Manche. 

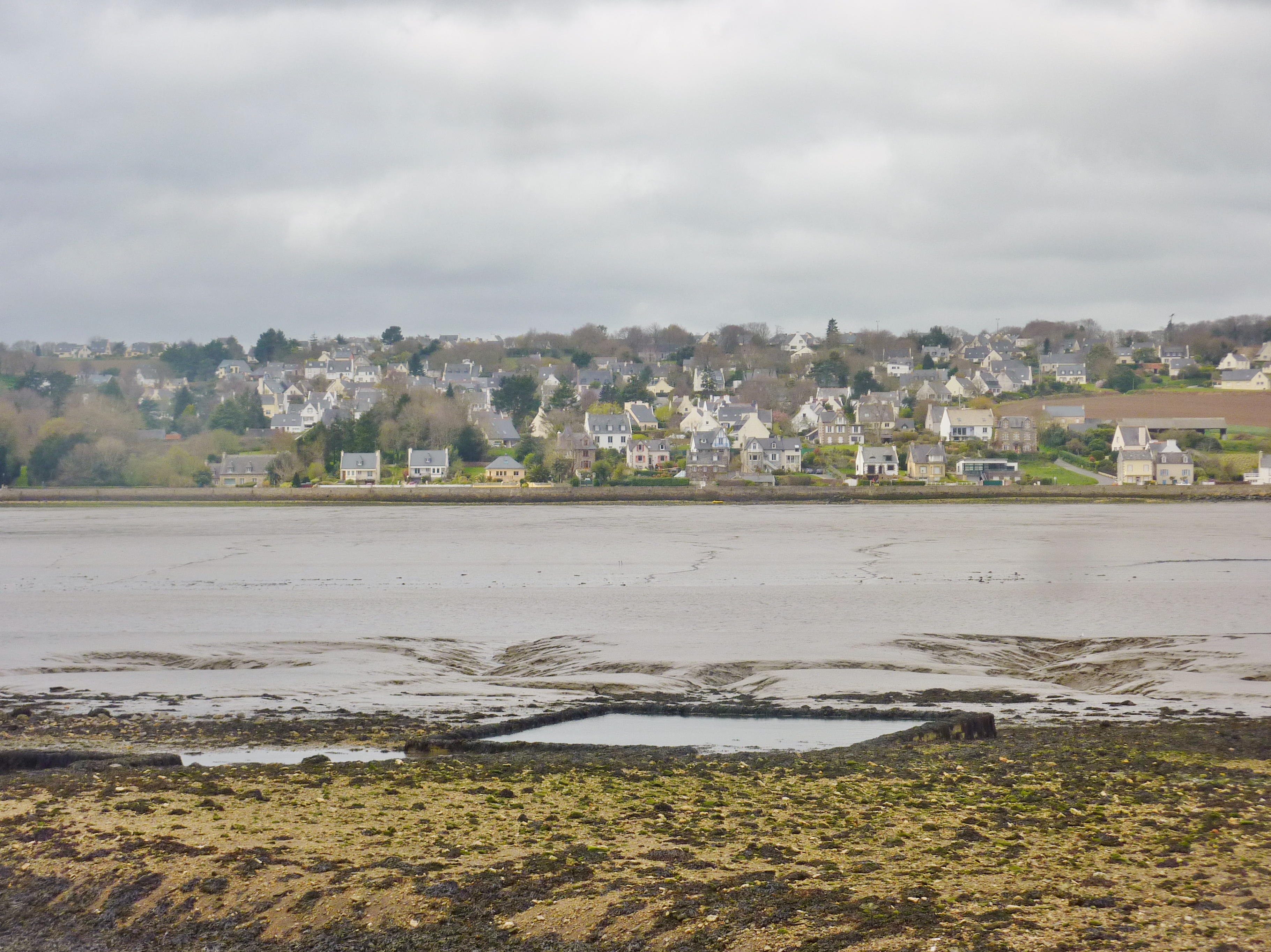
Locquénolé vue depuis Le Dourduff-en-Mer ; au premier plan, la rivière de Morlaix.
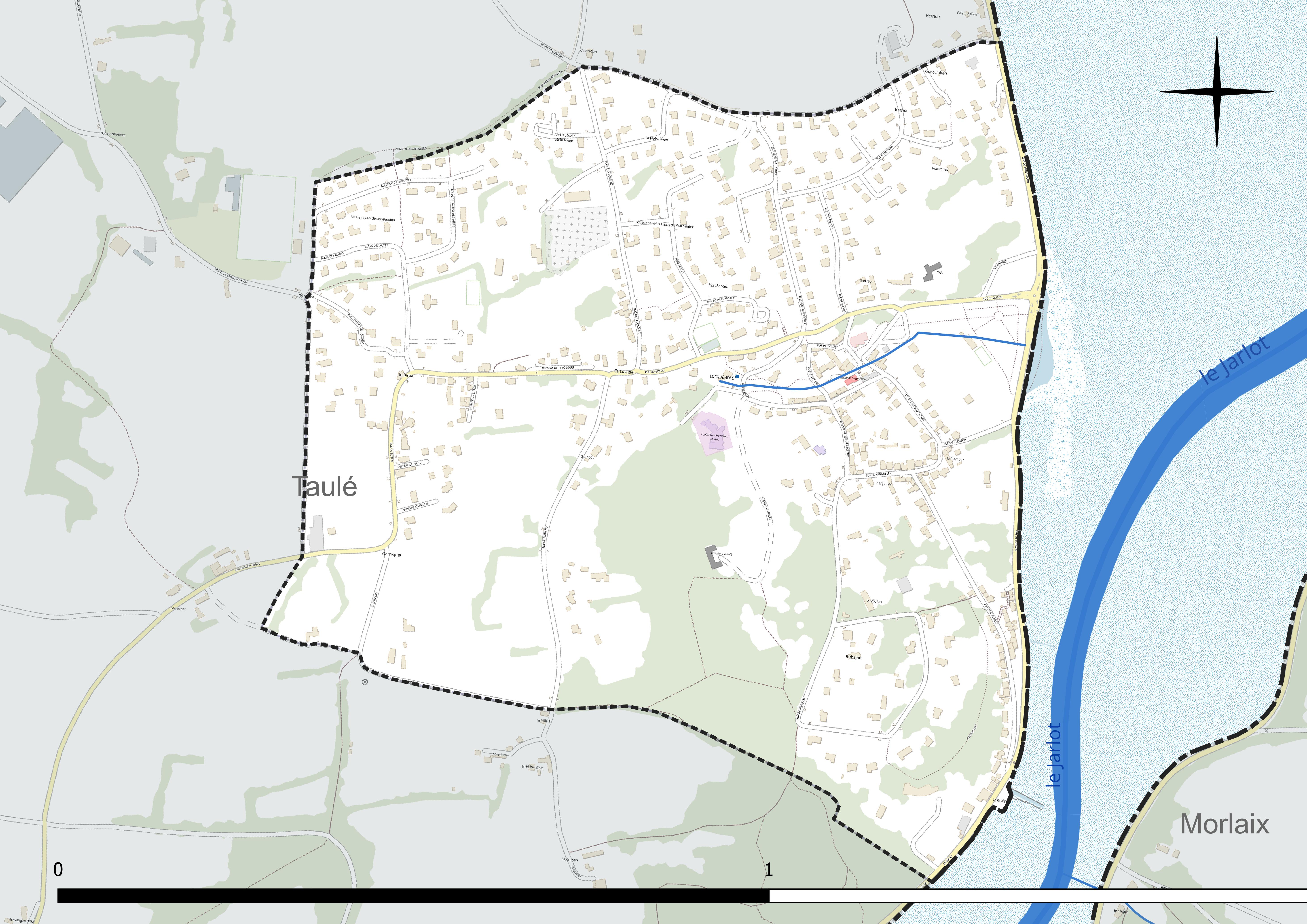
Réseau hydrographique de Locquénolé[Note 1].

### Climat
Pour des articles plus généraux, voir Climat de la Bretagne et Climat du Finistère.
En 2010, le climat de la commune est de type climat océanique franc, selon une étude du CNRS s'appuyant sur une série de données couvrant la période 1971-2000. En 2020, Météo-France publie une typologie des climats de la France métropolitaine dans laquelle la commune est exposée à un climat océanique et est dans la région climatique  Finistère nord, caractérisée par une pluviométrie élevée, des températures douces en hiver (6 °C), fraîches en été et des vents forts. Parallèlement l'observatoire de l'environnement en Bretagne publie en 2020 un zonage climatique de la région Bretagne, s'appuyant sur des données de Météo-France de 2009. La commune est, selon ce zonage, dans la zone « Littoral », exposée à un climat venté, avec des étés frais mais doux en hiver et des pluies moyennes.  
Pour la période 1971-2000, la température annuelle moyenne est de 11,5 °C, avec  une amplitude thermique annuelle de 9,6 °C. Le cumul annuel moyen de précipitations est de 889 mm, avec 15,8 jours de précipitations en janvier et 7,4 jours en juillet. Pour la période 1991-2020, la température moyenne annuelle observée sur la station météorologique la plus proche, située sur la commune de Pleyber-Christ à 14 km à vol d'oiseau, est de 11,7 °C et le cumul annuel moyen de précipitations est de 1 101,6 mm,. Pour l'avenir, les paramètres climatiques de la commune estimés pour 2050 selon différents scénarios d'émission de gaz à effet de serre sont consultables sur un site dédié publié par Météo-France en novembre 2022.

## Urbanisme

### Typologie
Au 1er janvier 2024, Locquénolé est catégorisée bourg rural, selon la nouvelle grille communale de densité à 7 niveaux définie par l'Insee en 2022.
Elle est située hors unité urbaine. Par ailleurs la commune fait partie de l'aire d'attraction de Morlaix, dont elle est une commune de la couronne,. Cette aire, qui regroupe 24 communes, est catégorisée dans les aires de 50 000 à moins de 200 000 habitants,.
La commune, bordée par la Manche, est également une commune littorale au sens de la loi du 3 janvier 1986, dite loi littoral. Des dispositions spécifiques d'urbanisme s'y appliquent dès lors afin de préserver les espaces naturels, les sites, les paysages et l'équilibre écologique du littoral, tel le principe d'inconstructibilité, en dehors des espaces urbanisés, sur la bande littorale des 100 mètres, ou plus si le plan local d'urbanisme le prévoit.

### Occupation des sols

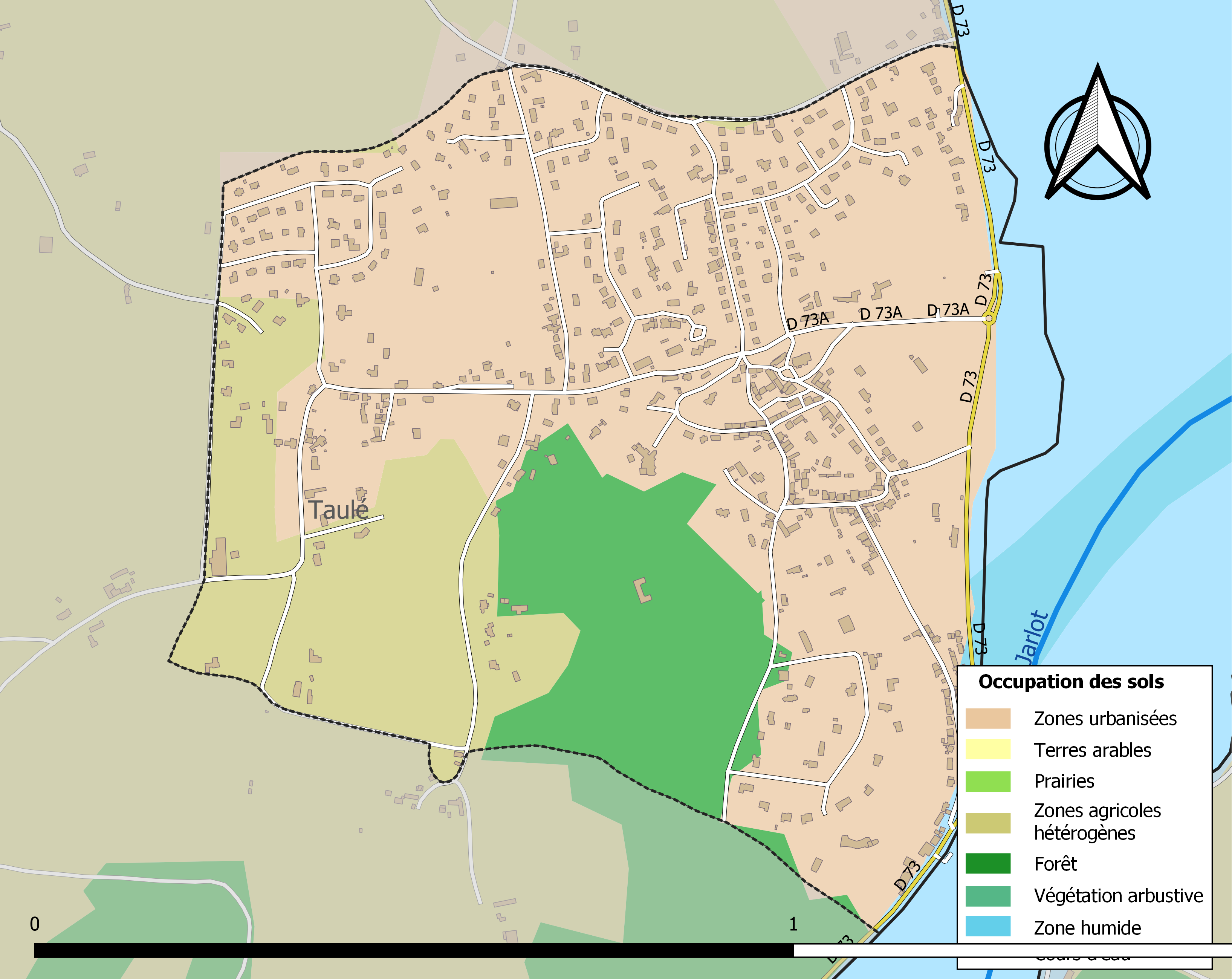
Carte des infrastructures et de l'occupation des sols de la commune en 2018 (CLC).

L'occupation des sols de la commune, telle qu'elle ressort de la base de données européenne d'occupation biophysique des sols Corine Land Cover (CLC), est marquée par l'importance des territoires artificialisés (64,7 % en 2018), en augmentation par rapport à 1990 (56 %). 
La répartition détaillée en 2018 est la suivante : zones urbanisées (64,7 %), zones agricoles hétérogènes (19,1 %), forêts (14,5 %), zones humides côtières (1,5 %), eaux maritimes (0,3 %). 
L'évolution de l'occupation des sols de la commune et de ses infrastructures peut être observée sur les différentes représentations cartographiques du territoire : la carte de Cassini (XVIIIe siècle), la carte d'état-major (1820-1866) et les cartes ou photos aériennes de l'IGN pour la période actuelle (1950 à aujourd'hui).

### Habitat et logement
En 2021, le nombre total de logements dans la commune était de 492, alors qu'il était de 475 en 2016 et de 459 en 2011. 
Parmi ces logements, 78,5 % étaient des résidences principales, 16,4 % des résidences secondaires et 5,1 % des logements vacants. Ces logements étaient pour 96,7 % d'entre eux des maisons individuelles et pour 3,3 % des appartements. 
Le tableau ci-dessous présente la typologie des logements à Locquénolé en 2021 en comparaison avec celle du Finistère et de la France entière. Une caractéristique marquante du parc de logements est ainsi une proportion de résidences secondaires et logements occasionnels (16,4 %) supérieure à celle du département (13,6 %) et à celle de la France entière (9,7 %). 
| Typologie                                               | Locquénolé | Finistère | France entière |
| ------------------------------------------------------- | ---------- | --------- | -------------- |
| Résidences principales (en %)                           | 78,5       | 79,3      | 82,2           |
| Résidences secondaires et logements occasionnels (en %) | 16,4       | 13,6      | 9,7            |
| Logements vacants (en %)                                | 5,1        | 7,1       | 8,1            |

## Toponymie
Le nom de la localité est attesté sous les formes Lancolvett au XIe siècle, ecclesia Guingaloci en 1163 et Locus Guennolay vers 1330.
Son nom vient du breton lok, du latin locus (« lieu consacré ») et de Gwenole (saint breton fondateur de l'abbaye de Landévennec).

### Origines

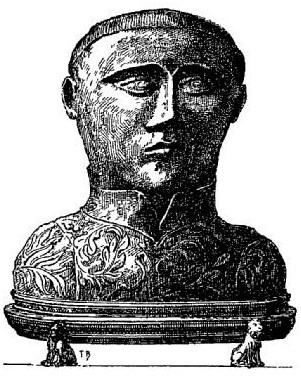
Saint Guénolé (d'après le buste en argent du reliquaire de Locquénolé).

## Histoire

### Antiquité
Des restes d'ancien camp retranché romain sont encore visibles à 1 000 mètres à l'ouest du bourg, au lieu-dit Douvezou Sant Mélar, lieu supposé de la décapitation de saint Mélar.

### Moyen Âge
Au haut Moyen Âge, les moines de Landévennec établissent un monastère au lieu-dit Lancolvett (nom qui provient du vieux breton lann et de l'altération du nom de la rivière du Queffleut) :

« Selon la tradition, saint Guénolé en quittant le Tréguier pour passer dans le Léon aurait abordé sur la rive gauche de la rivière de Morlaix à l'endroit qui, de son nom, s'est appelé Loc-Guénolé. Un monastère y aurait été construit (il est indiqué au XIe siècle dans le Cartulaire de Landévennec) et donné à saint Guénolé lui-même pour le remercier d'un miracle accompli en ce lieu. Locquénolé dut être d'abord un prieuré de l'abbaye de Lanmeur, fondée au cours du VIe siècle par saint Samson, évêque de Dol et, pour cette raison, dépendit jusqu'à la Révolution de ce diocèse, bien qu'enclavée totalement dans celui de Léon. »

La paroisse est dénommée Locus Guennolay dans le pouillé de la « Province de Tours ».
Locquénolé aurait été pillé à plusieurs reprises par les Normands, en particulier l'église dont il n'a dû rester après leurs passages que les murs et les piliers. Depuis Albert Le Grand, la recherche a fait des progrès. Nous pouvons comprendre : le monastère est détruit au IXe siècle, puis une nouvelle église romane est construite au Xe siècle.

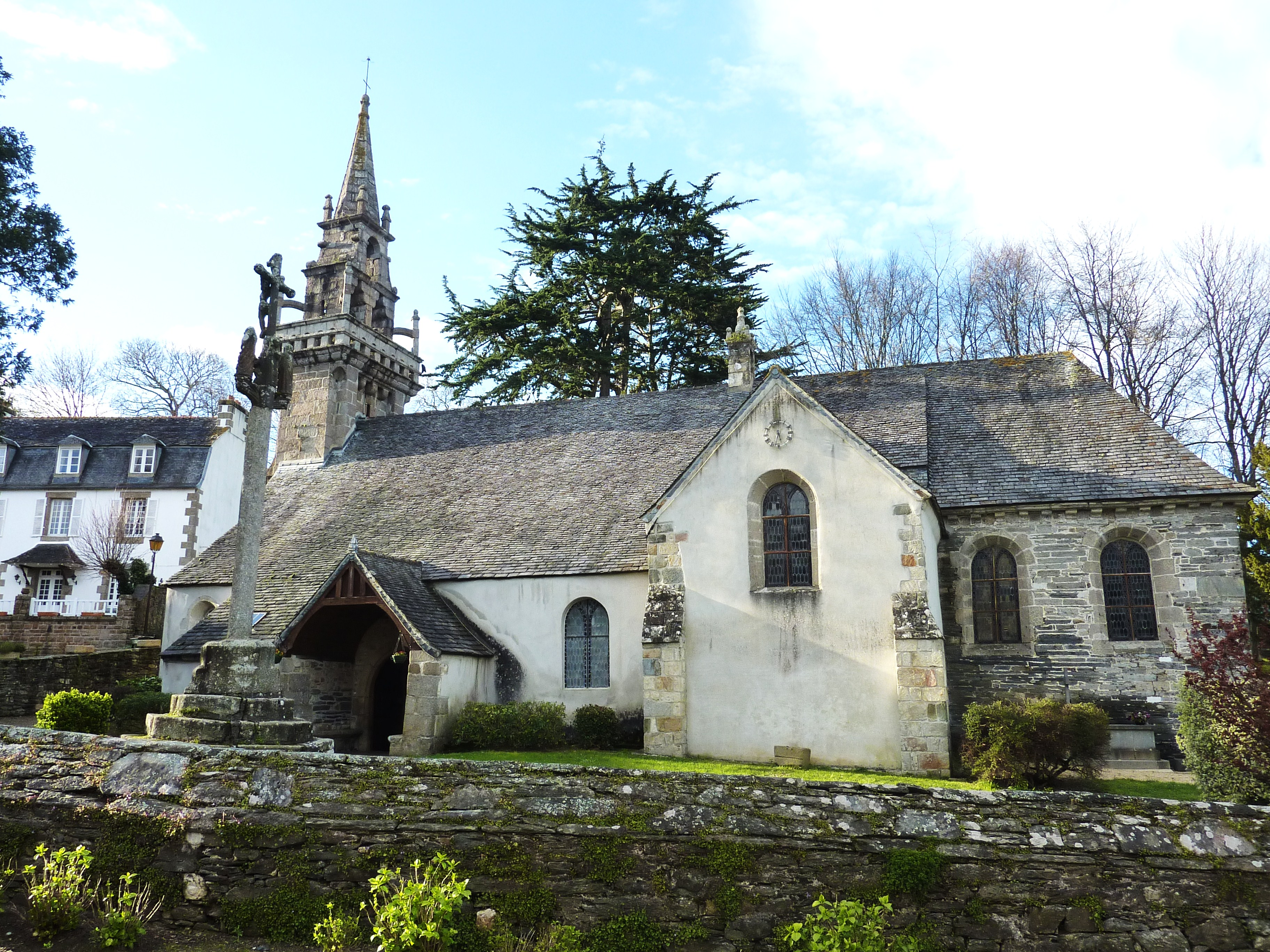
L'église Saint-Guénolé et le calvaire.

### Temps modernes
Au XVIIe siècle, la châtellenie de Daoudour est subdivisée en deux juridictions : celle de « Daoudour-Landivisiau », dite aussi « Daoudour-Coëtmeur », qui avait son siège à Landivisiau et comprenait Plouvorn et ses trèves de Mespaul et Sainte-Catherine, Plougourvest et sa trève de Landivisiau, Guiclan, Saint-Thégonnec, Guimiliau, Lampaul-Bodénès, Pleyber-Christ, Commana et sa trève de Saint-Sauveur, Plounéour-Ménez et pour partie Plouénan ; et celle de « Daoudour-Penzé », qui avait son siège à Penzé et comprenait Taulé et ses trèves de Callot, Carantec, Henvic et Penzé, Locquénolé, Saint-Martin-des-Champs et sa trève de Sainte-Sève.
En 1676, le prédicateur Julien Maunoir vint prêcher à Locquénolé.
En 1759, une ordonnance de Louis XV ordonne à la paroisse de Locquénolé de fournir deux hommes et de payer 13 livres pour « la dépense annuelle de la garde-côte de Bretagne ».
À partir de 1764, il fut interdit de procéder à des inhumations dans l'église. René-Marie Gourcun, seigneur de Keromnès, gouverneur de Carhaix  et ex-colonel de cavalerie, décédé le 23 août 1762 et Pierre le Gac de Lansalut, seigneur de Coatilès, ancien sénéchal et gouverneur de Guingamp, décédé le 1er mai 1763 furent les derniers à l'être. Lors du redallage de l'église en juin 1910, de nombreux squelettes furent découverts (75 environ).
Jusqu'en 1803, lors du pardon, fixé le jour de l'Ascension était organisée une troménie : « il était d'usage de porter processionnellement autour de la paroisse les reliques du saint patron. À cette procession se réunissaient celles de Taulé, d'Henvic et de Carantec. (...) Ces processions se faisaient jusqu'à l'année dernière avec la plus grande pompe et avec un très grand concours du peuple qui y assistait avec la plus grande piété ». Des cérémonies analogues avaient lieu le dimanche suivant à Henvic et le dimanche de la Trinité à Taulé.

### Révolution française et Empire
Les deux députés représentant la paroisse de Locquénolé lors de la rédaction du cahier de doléances de la sénéchaussée de Lesneven le 1er avril 1789 étaient François Le Roux et Hervé Geffroy. Dans ce cahier de doléances, « Locquénolé, qui a une grève très resserrée sur laquelle il ne croît pas de goémon, demande à pouvoir s'étendre pour la coupe du goémon dans les districts voisins ». C'est le seul vœu particulier émis par la paroisse.
Le recteur [curé] de Locquénolé, Couffon, refusa de prêter serment à la Constitution civile du clergé et, devenu prêtre réfractaire, se cacha, avec l'accord de la châtelaine Marie-Anne Le Gac de Lansalut, dans le château de Kerriou, puis émigra à Jersey jusqu'en 1803, date à laquelle grâce au Concordat, il retrouva sa charge de curé de Locquénolé.
Locquénolé a conservé son Arbre de la Liberté, le seul encore en vie dans le Finistère, planté le 30 nivôse an II (20 janvier 1794) :

« Vive la Montagne. An nom de la loi ce trente nivôse, l'an II de la République française, à deux heures de l'après-midi, le conseil général de la commune de Locquénolé, présidé par le citoyen Claude Geffroy, Maire, assisté des citoyens officiers municipaux du conseil général, présent le citoyen Christophe Jourdren, agent national provisoire, nous sommes rendus, suivis des bons citoyens de la commune, au milieu de la place principale du bourg, où une fosse étant faite aux fins d'y planter l'Arbre de la Liberté, les sonneurs ayant été mandés et un grand concours de citoyens s'y étant rendus, l'arbre a été planté aux acclamations du peuple, pénétré de joie de voir planter un monument qui attestera à la postérité l'attachement que ladite commune a toujours eu pour la liberté, l'amour des lois et le soutien de la République. Les citoyens et citoyennes ont dansé autour de l'Arbre de la Liberté jusqu'à la nuit. À Locquénolé, le même jour, mois et an que devant et signé. »

### Époque contemporaine

#### Vie agricole traditionnelle auXIXesiècle
Le curé de Locquénolé, Couffon, écrit  vers 1805 : « Mes paroissiens ne sont pas riches. Il n'y a que deux propriétaires sur la paroisse. Les autres sont tous fermiers ou pêcheurs ».
Selon des statistiques agricoles publiées en 1849 et concernant selon les productions des années comprises entre 1836 et 1846, la répartition de l'occupation des terres est alors la suivante : pour une superficie totale de 85 ha seulement, la commune possédait 56 ha de terres arables, 16 ha de landes et bruyères, 8 ha de bois, taillis et plantations, 4 ha de prairies naturelles, pas de marais ni d'étangs ; la commune ne possédait alors aucun moulin en activité. Les paysans de Locquénolé cultivaient à l'époque 11 ha d'avoine, 11 ha de froment, 8 ha d'orge, 1 ha de seigle, 4 ha de sarrasin, 15 ha d'ajoncs d'Europe, 1 ha de lin,aucun ha de chanvre, 2 ha de navets, betteraves, carottes et choux (dont 1 ha de navets), 8 ha de trèfle, 3 ha de pommes de terre, 4 ha restant en jachère, et élevaient 18 chevaux (2 mâles, 14 juments, 2 poulains), 152 bovins (dont 81 vaches), 43 porcs, aucun ovin ni caprin, 30 poules et 10 coqs, 30 canards, aucune oie, et possédaient 20 ruches à miel. En 1836, la population agricole est de 374 personnes, soit 82,4 % de la population communale totale qui était alors de 454 habitants.

#### Don de Marie Anne Le Gac de Lansalut
Le 22 septembre 1841, par un codicille à son testament,Marie-Anne Le Gac de Lansalut, qui habitait le château de Kerriou, lègue six cents francs aux familles pauvres de Locquénolé, trois cents francs pour l'entretien intérieur de l'église paroissiale et « six cents francs de rente pour l'entretien de deux religieuses, à charge de donner l'instruction aux petites filles et de prodiguer leurs soins aux malades ».

#### Locquénolé vers le milieu duXIXesiècle
Le romancier populaire Pierre Zaccone décrit ainsi Locquénolé vers 1867 :

« À une lieue de la ville de Morlaix (...) s'élève un modeste petit bourg que l'on appelle Locquénolé. Une quarantaine de cabanes construites en amphithéâtre, sur le versant d'un coteau boisé dont les pieds baignent dans la mer, composent tout le village ; mais si l'aspect des maisons est généralement triste, si les habitants portent sur leurs traits hâlés l'empreinte des rudes fatigues du métier de gabarier qu'ils exercent, vu de la rade ou des coteaux voisins, le groupe d'habitations de cette commune revêt tout à coup des couleurs inattendues, et il se dégage du pittoresque tableau qu'il présente un charme qui séduit et attire. »

Les pilotes de Locquénolé et Plouezoc'h (en fait du Dourduff-en-Mer) avaient le droit exclusif de conduire les bateaux depuis la Rade de Morlaix jusqu'au port de Morlaix et vice-versa, mais avaient aussi le droit de les piloter jusqu'au Bas de la rivière de Penzé, l'anse de Pempoul, Roscoff et l'Île de Batz.

#### Importance du maërl au milieu duXIXesiècle
À une date non précisée, mais vers le premier tiers du XIXe siècle,un jeune homme de Locquénolé aurait eu l'intuition que le maërl, en amendant le sol, améliorerait les récoltes ; il suggéra à son père d'en répandre sur ses champs ; son père refusa, mais le garçon profita d'une absence de son père pour en enfouir dans un coin de champ. La récolte fut à cet endroit bien meilleure et, le fils ayant avoué sa supercherie, le père en répandit dans ses champs, puis ses voisins l'imitèrent. C'est ainsi que l'usage du maërl se développa dans la région morlaisienne et que les agronomes commencèrent à s'y intéresser.
Un texte de 1852 décrit la récolte du maërl par les pêcheurs de Locquénolé :

« Le maërl que les pêcheurs de Locquénolé vont pêcher au large à une lieue du château du Taureau : on le drague en toute saison depuis un temps immémorial ; on voit souvent jusqu'à 150 charrettes chargées de maërl acheté à l'embouchure de la rivière à raison de 5 à 6 francs la batelée prise sur le rivage, 8 à 9 francs sur le quai de Morlaix. Une batelée équivaut à sept charretées ordinaires. »

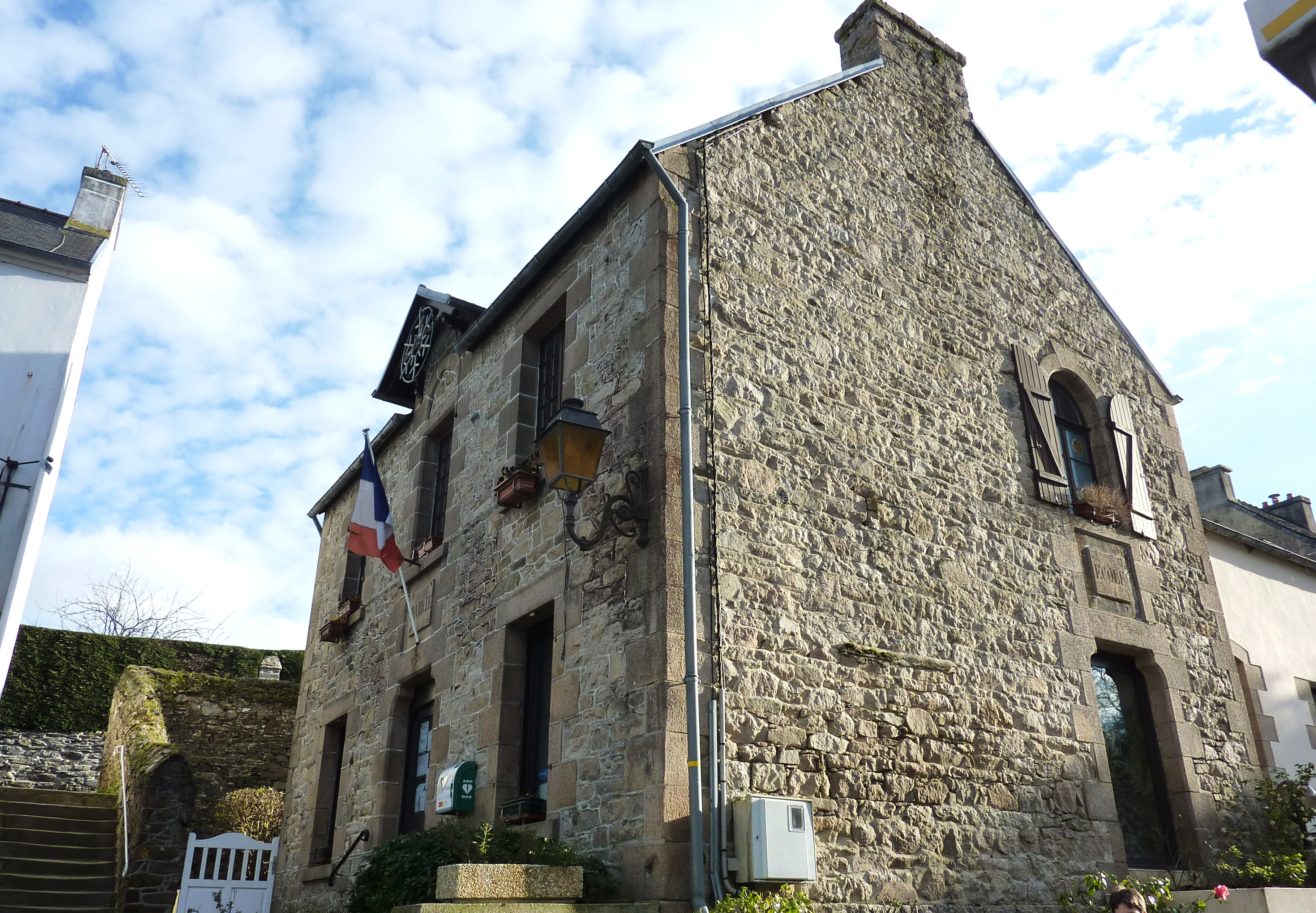
La mairie-école (1874).

L'épidémie de choléra de 1849-1850 fait 9 morts à Locquénolé.
En 1874 est décidée la construction d'« un édifice à destination de mairie et d'école des garçons ».

#### XXesiècle
En 1901, une jeune fille de la commune, Marceline Jourdren, 15 ans, reçut le prix Tourville pour avoir sauvé une fillette engluée dans la vase sur la plage de Locquénolé. En 1905, Jeanne Ravalec, de Locquénolé, obtint un "prix de vertu" décerné par l'Académie française car, orpheline à 16 ans, elle éleva ses cinq frères et sœurs, et paya même les dettes de son père.

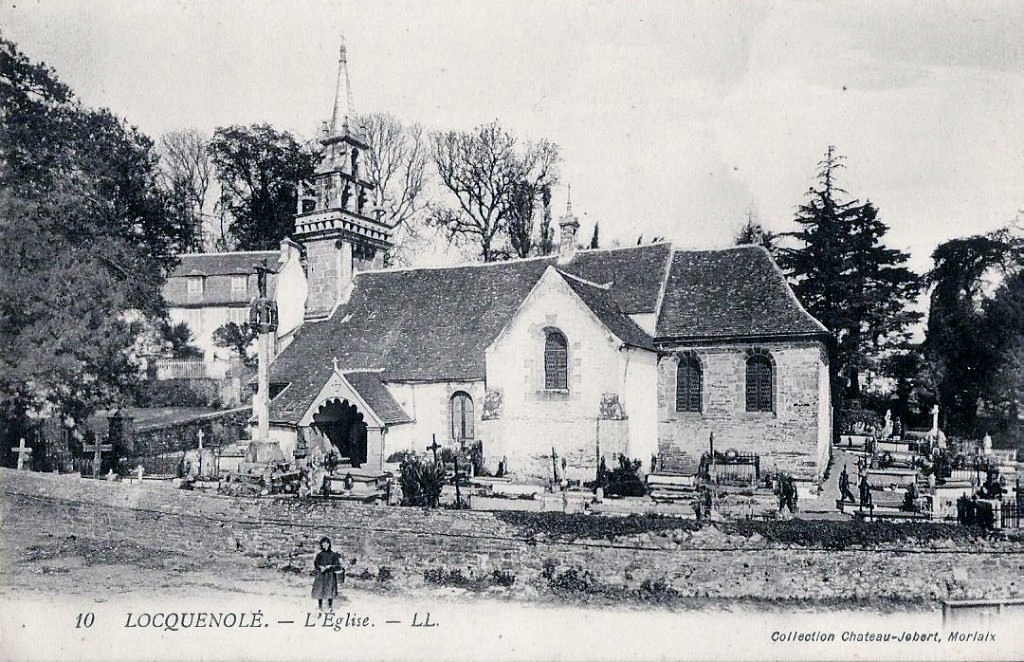
L'église et le cimetière de Locquénolé vers 1910 (carte postale LL).

Les sœurs de la Congrégation du Saint-Esprit, installées à Locquénolé depuis 1842 grâce à un legs de Mademoiselle de Lansalut en furent chassées en 1905. En 1906, au plus fort de la querelle des inventaires, les paroissiens de Locquénolé empêchent l'inventaire prévu dans leur paroisse.

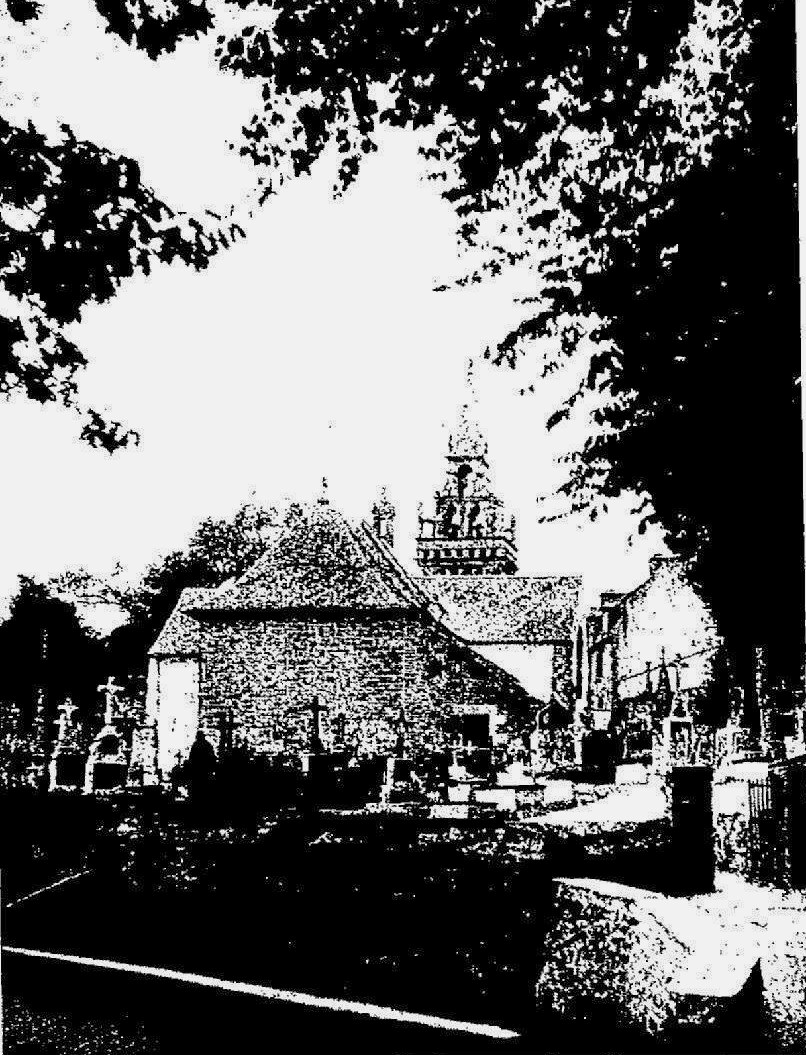
L'église Saint-Guénolé en 1934, entourée de son cimetière à l'époque.

Le "pardon du Bas de la Rivière" était alors fréquenté si l'on en croit le journal Ouest-Éclair : « Jamais plus beau temps ne favorisa une fête : aussi la foule s'achemina-t-elle en voiture, à bicyclette et à pied vers le Bas de la Rivière. Les restaurants annonçaient des menus exquis. Les jeux de toute sorte promettaient du plaisir à la jeunesse. Bref, on s'écrase partout : aussi, bien des amateurs de grand air empruntent-ils canots et embarcations pour faire de réconfortantes excursions à travers la rade. Le Dourduff en bénéficie et même les îles pittoresques qui avoisinent le château du Taureau. Malgré ces touristes occasionnels, la procession est accompagnée d'une belle affluence, comme d'habitude ».
Le 20 décembre 1911 fut volé dans l'église paroissiale le Saint-Ciboire avec les hosties qu'il contenait, qui furent jetées à l'eau  par le voleur, un pauvre hère sans domicile fixe, qui avait aussi commis d'autres vols. Le voleur fut condamné à 5 ans de prison par le tribunal de Morlaix.
Le service du téléphone ouvre à Locquénolé le 1er juillet 1910.
Locquénolé fut indirectement desservi par le rail, pendant les années d'existence de la voie ferrée des Chemins de fer armoricains allant de Morlaix à Plestin-les-Grèves, passant sur la rive droite de la "rivière de Morlaix" desservant par exemple Le Dourduff-en-Mer en Plouezoc'h ; la gare "Bas de la Rivière-Locquénolé" était certes sur la rive droite, mais grâce au "passeur du Dourduff", le père Alanik, qui assurait depuis le hameau du Brûly le service d'un bac permettant la traversée de la ria, Locquénolé était relié indirectement à cette voie ferrée qui, déclarée d'utilité publique en 1910, n'ouvrit qu'après la Première Guerre mondiale et ne servit que 4 ans entre 1921 et 1925.
Le 27 août 1922 est inaugurée la "route de la Corniche" : « Les bords de la rivière de Morlaix sont réputés à l'égal de ceux de l'Odet ou de la Rance. Désormais, la magnifique promenade, qui s'arrêtait aux abords du bourg de Locquénolé, se prolongera jusqu'aux falaises granitiques et aux futaies verdoyantes de Carantec. Pendant 13 km défileront, sous les yeux du promeneur, châteaux, bois, parcs et coquettes villas, tandis que la route nouvelle suivra tous les méandres capricieux de la rivière de Morlaix, de son large estuaire et de sa rade, vaste et bien abritée. (...). La construction de la route fut votée en 1912. La première partie fut achevée, jusqu'au hameau de Saint-Julien, en 1915 par des prisonniers de guerre allemands. Leur affectation à d'autres travaux arrêta la construction jusqu'en 1920, date à laquelle elle fut reprise ».

#### Les activités maritimes
Au début du XXe siècle, un garde maritime était en poste à Locquénolé. Les difficultés de navigation dans la rivière de Morlaix provoquaient parfois des échouements : par exemple le vapeur Ouistreham, avec un chargement de 900 tonnes de rails, s'échoua face à Locquénolé en septembre 1910, mais s'en tira finalement sans dommages ou le sloop Jean-Joseph, qui coula le 10 mai 1905 en face du corps de garde de Locquénolé.
En 1907, le second maître Jean Coat, de Locquénolé, fit partie des victimes de l'explosion du cuirassé Iéna le 12 mars 1907, qui explosa dans le port de guerre de Toulon et qui fit 118 morts. Cette explosion est liée au « scandale des poudres », qui opposa violemment Léopold Maissin et Albert Louppe, deux directeurs de poudreries situées dans le Finistère.
Locquénolé disposait d'une flottille de pêche. En 1923, 68 bateaux de pêche étaient recensés pour l'ensemble Carantec-Locquénolé, souvent associée à celle du Dourduff-en-Mer, port situé en face sur l'autre rive de la « rivière de Morlaix » et pêchant maquereaux, lieus, congres, crustacés, coquillages (huîtres, palourdes, coquilles Saint-Jacques, ormeaux, etc.), araignées de mer, homards, langoustes, etc. Les femmes aussi pêchaient comme en témoigne par exemple cet article du journal Ouest-Éclair en 1930 : « Les pêcheuses de Locquénolé et Saint-Julien ont fait une belle cueillette de praires, palourdes et coques, vite enlevées au marché de Morlaix où les marchandes apportent leurs envois quotidiens en vieilles, grondins, tacauds, vendus souvent à la descente du train, place Cornic ». Le même journal avait aussi, par exemple, écrit en 1928 : « Les femmes de Saint-Julien et Locquénolé ont pris des coques et des palourdes en grande quantité ». Cette pêche à pied, quotidienne, faite à marée basse, ou en bateau, était alors importante  et concernait aussi berniques, crevettes, etc. Un fait divers survenu en 1910 évoque « trois pêcheuses de crevettes » dont une enlisée dans la vase.
En 1899 et à nouveau en 1921 - 1922, des invasions de pieuvres provoquèrent une ruine temporaire des pêcheurs de la région, y compris de ceux de Locquénolé.
Une « Société des régates de Locquénolé » fut créée en 1928. Locquénolé était alors un lieu de villégiature prisé par les notables : par exemple dès 1888, le vicomte R. de Perrien, en 1896 le baron Roger de Sivry, en 1889 Auguste de Penguern y venaient en villégiature ou en 1912 la marquise de Latour-Maubourg. Une vie mondaine s'y était développée comme en témoigne par exemple cet écho paru dans la presse de l'époque : « Le mariage du baron Bernard de la Chapelle avec Mademoiselle Louise de Penguern a été célébré en l'église de Locquénolé. Les témoins étaient pour le marié, le vicomte Charles de la Chapelle d'Uscelles et le marquis de Saint-Belin-Malin, ses oncles ; pour la mariée M. Paul de Penguern, son frère et M. Auguste de Penguern, son oncle. La quête a été faite par Melles Nicole de Pardieux, Anne de Rubercy, Simone de Lannurien et Antoinette de Rubercy, qu'accompagnaient MM. Paul de Penguern, Abel de Rubercy, François de la Chapelle et Jacques de Lannurien ». Locquénolé disposait aussi d'un hôtel : le Lion-d'Or.

#### La Première Guerre mondiale
En 1915, des prisonniers de guerre allemands vinrent faire des travaux de voirie à Locquénolé dans le cadre de la construction de la « route de la Corniche » menant à Carantec. Le journal Ouest-Éclair écrit : « Un détachement d'environ 80 prisonniers de guerre allemands, provenant de Roscoff et Locquénolé, où ils travaillaient à la nouvelle route du Bas de la Rivière à Carantec, a été embarqué à la gare [de Morlaix] et dirigé vers Le Mans ».
Le monument aux morts de Locquénolé porte les noms de 57 personnes mortes pour la France, dont 41 pendant la Première Guerre mondiale (parmi ces victimes, Yves Quéguiner, né le 28 juin 1897 à Locquénolé, décédé des suites de ses brûlures lors de l'explosion de Halifax (Canada, Nouvelle-Écosse) le 6 décembre 1917) et 16 pendant la Seconde Guerre mondiale.
Marie Le Goaziou, née à Morlaix le 4 mai 1884 et décédée à Locquénolé le 15 décembre 1974, fut une militante active du Sillon, infirmière bénévole à l'hôpital de Morlaix pendant la Première Guerre mondiale ; elle s'occupa des patronages catholiques de Morlaix pendant l'entre-deux-guerres et fut résistante pendant la Seconde Guerre mondiale, puis milita ensuite au Mouvement républicain populaire (MRP).
Henri Clouard a décrit Locquénolé en 1919 comme un véritable paradis terrestre :

« Locquénolé est le paradis terrestre : toutes les essences d'arbres,  des chemins fleuris, un bijou de clocher, et cela posé comme une corbeille au bord d'une riante haie. Les barques semblent prêtes à entrer dans les terres, celles-ci prêtes à glisser heureusement dans leurs propres reflets. Mais non, ce n'est pas tant de grâce que je me rappelle. Imaginez le cimetière tout contre les sables, insouciant sous les arbres, offert aux claires voiles gonflées. Un glas sonne : des jeunes filles portent en terre leur amie. Étrange village ! Nulle part la vie et la mort ne sont à ce point mêlées ; nulle part, deux univers ne se trouvent, sous les apparences d'un si doux mariage, plus tragiquement confrontés. »

## Politique et administration

### Rattachements administratifs et électoraux

#### Rattachements administratifs
La commune se trouve dans l'arrondissement de Morlaix du département du Finistère.  
Elle faisait partie depuis 1793 du canton de Taulé. Dans le cadre du redécoupage cantonal de 2014 en France, cette circonscription administrative territoriale a disparu, et le canton n'est plus qu'une circonscription électorale.

#### Rattachements électoraux
Pour les élections départementales, la commune fait partie depuis 2014 du canton de Morlaix.
Pour l'élection des députés, elle fait partie de la quatrième circonscription du Finistère.

### Intercommunalité
Locquénolé était membre de la  communauté de communes du Pays de Morlaix (CCPM), un établissement public de coopération intercommunale (EPCI) à fiscalité propre créé en 1995 et auquel la commune avait transféré un certain nombre de ses compétences, dans les conditions déterminées par le code général des collectivités territoriales.
Celle-ci se transforme le 1er janvier 2000 en communauté d'agglomération sous le nom de Morlaix Communauté, dont est désormais membre la commune.

### Liste des maires
| Période    | Période  | Identité                              | Étiquette        | Qualité                                                           |
| ---------- | -------- | ------------------------------------- | ---------------- | ----------------------------------------------------------------- |
| 1790       |          | Jacques Pennec                        |                  |                                                                   |
| 1803       | 1804     | Lohéac                                |                  |                                                                   |
| 1808       | 1814     | Claude Geoffroy                       |                  |                                                                   |
| 1815       | 1817     | Louis de Keraver                      |                  |                                                                   |
| 1817       | 1817     | François Festou                       |                  |                                                                   |
| 1833       | 1851     | Le Moal                               |                  |                                                                   |
| 1853       | 1864     | Tilly                                 |                  |                                                                   |
| 1864       | 1867     | Grégoire de Kerliviou                 |                  |                                                                   |
| 1868       | 1871     | Eugène Ropers                         |                  |                                                                   |
| 1872       | 1873     | Le Moal                               |                  |                                                                   |
| 1874       | 1886     | Étienne Barazer de Lannurien          |                  | Conseiller général du canton de Taulé (1871-1886)                 |
| 1888       | 1894     | Prosper Le Goff                       |                  |                                                                   |
| 1895       | 1919     | Hilaire du Pontavice                  |                  |                                                                   |
| 1919       | 19..     | Joseph Bernard                        |                  |                                                                   |
| 1924       | 1933     | Olivier Le Gonidec de Traissan (fils) |                  |                                                                   |
| 1933       | 194.     | Louis Quéguiner                       | SFIO             | Maraîcher                                                         |
| 1943       | 1943     | Rolland Postic                        |                  |                                                                   |
| avril 1943 | 1944     | Louis Patault                         |                  | Président de la délégation spéciale nommée par le Régime de vichy |
| 1944       | 1968     | Louis Quéguiner                       | SFIO puis Cent.G | Maraîcher                                                         |
| 1969       | 1977     | Jean Raoul                            | Cent.G           |                                                                   |
| 1977       | 1983     | Henri de la Forest                    | DVD              |                                                                   |
| 1983       | 1995     | Pierre Gégaden                        |                  |                                                                   |
| 1995       | 2001     | Alain Plouzennec                      | DVD              | Directeur de société                                              |
| 2001       | mai 2020 | Guy Pouliquen                         | PS               | Retraité de l'enseignement                                        |
| mai 2020   | En cours | Francis Lebrault                      |                  |                                                                   |

## Population et société

### Démographie
L'évolution du nombre d'habitants est connue à travers les recensements de la population effectués dans la commune depuis 1793. Pour les communes de moins de 10 000 habitants, une enquête de recensement portant sur toute la population est réalisée tous les cinq ans, les populations de référence des années intermédiaires étant quant à elles estimées par interpolation ou extrapolation. Pour la commune, le premier recensement exhaustif entrant dans le cadre du nouveau dispositif a été réalisé en 2005.

En 2022, la commune comptait 792 habitants, en évolution de +0,64 % par rapport à 2016 (Finistère : +2,16 %, France hors Mayotte : +2,11 %).
| 1793 | 1800 | 1806 | 1821 | 1831 | 1836 | 1841 | 1846 | 1851 |
| ---- | ---- | ---- | ---- | ---- | ---- | ---- | ---- | ---- |
| 244  | 256  | 254  | 311  | 373  | 374  | 417  | 454  | 495  |

| 1856 | 1861 | 1866 | 1872 | 1876 | 1881 | 1886 | 1891 | 1896 |
| ---- | ---- | ---- | ---- | ---- | ---- | ---- | ---- | ---- |
| 507  | 496  | 595  | 600  | 610  | 618  | 743  | 766  | 714  |

| 1901 | 1906 | 1911 | 1921 | 1926 | 1931 | 1936 | 1946 | 1954 |
| ---- | ---- | ---- | ---- | ---- | ---- | ---- | ---- | ---- |
| 742  | 845  | 769  | 738  | 767  | 745  | 697  | 709  | 566  |

| 1962 | 1968 | 1975 | 1982 | 1990 | 1999 | 2005 | 2006 | 2010 |
| ---- | ---- | ---- | ---- | ---- | ---- | ---- | ---- | ---- |
| 718  | 615  | 631  | 648  | 726  | 716  | 698  | 733  | 808  |

| 2015 | 2020 | 2022 | - | - | - | - | - | - |
| ---- | ---- | ---- | - | - | - | - | - | - |
| 791  | 799  | 792  | - | - | - | - | - | - |

En un peu plus de deux siècles, la population de Locquénolé a été multipliée par 2,9, mais l'évolution a été inégale selon les périodes. L'augmentation de la population a été presque continue tout au long du XIXe siècle, atteignant un premier maximum en 1891 avec 766 habitants et, après un fléchissement momentané, son maximum absolu en 1906 avec 845 habitants. Pendant le XXe siècle, la population a fléchi jusqu'en 1954 (perdant 279 habitants entre 1906 et 1954, soit - 23,6 % en 48 ans) avant, par delà de faibles dents de scie, de se stabiliser ces dernières décennies aux alentours de 700 habitants. La proximité de Morlaix, ville peu dynamique il est vrai, n'a entraîné qu'un faible mouvement de périurbanisation sauf depuis 2006.
Le solde naturel, négatif depuis 1968 (11 décès pour 8 naissances en 2001 par exemple), s'est amélioré ces dernières années, devenant même positif depuis 2006 (29 naissances pour 15 décès pour les trois années 2006-2007-2008). La commune connaît à nouveau depuis la décennie 1960 une immigration nette même si sa population reste relativement âgée (23,1 % de 0 à 19 ans pour 18,5 % de 65 ans et plus en 2007).
Le hameau de Kerguélen avait 700 habitants vers 1900.
| selon la population municipale des années : | 1968 | 1975 | 1982 | 1990 | 1999 | 2006 | 2009 | 2013 |
| Rang de la commune dans le département      | 219  | 209  | 221  | 213  | 207  | 220  | 213  | 212  |
| Nombre de communes du département           | 286  | 283  | 283  | 283  | 283  | 283  | 283  | 283  |

En 2016, Locquénolé était la 217e commune du département en population avec ses 787 habitants (territoire en vigueur au 1er janvier 2019), derrière Saint-Sauveur (216e avec 799 habitants) et devant Plougar (218e avec 783 habitants).

## Culture locale et patrimoine

### Lieux et monuments
- L'église Saint-Guénolé (Xe siècle), reconstruite au XVIIe siècle, est consacrée à saint Guénolé. Il s'agit d'un édifice en forme de croix comprenant une nef romane avec bas-côtés de trois travées, un transept roman ornés de chapiteaux sculptés et un chœur. Le clocher, qui date de 1681, dispose d'une galerie et deux chambres de cloches, amorties par une flèche très courte.

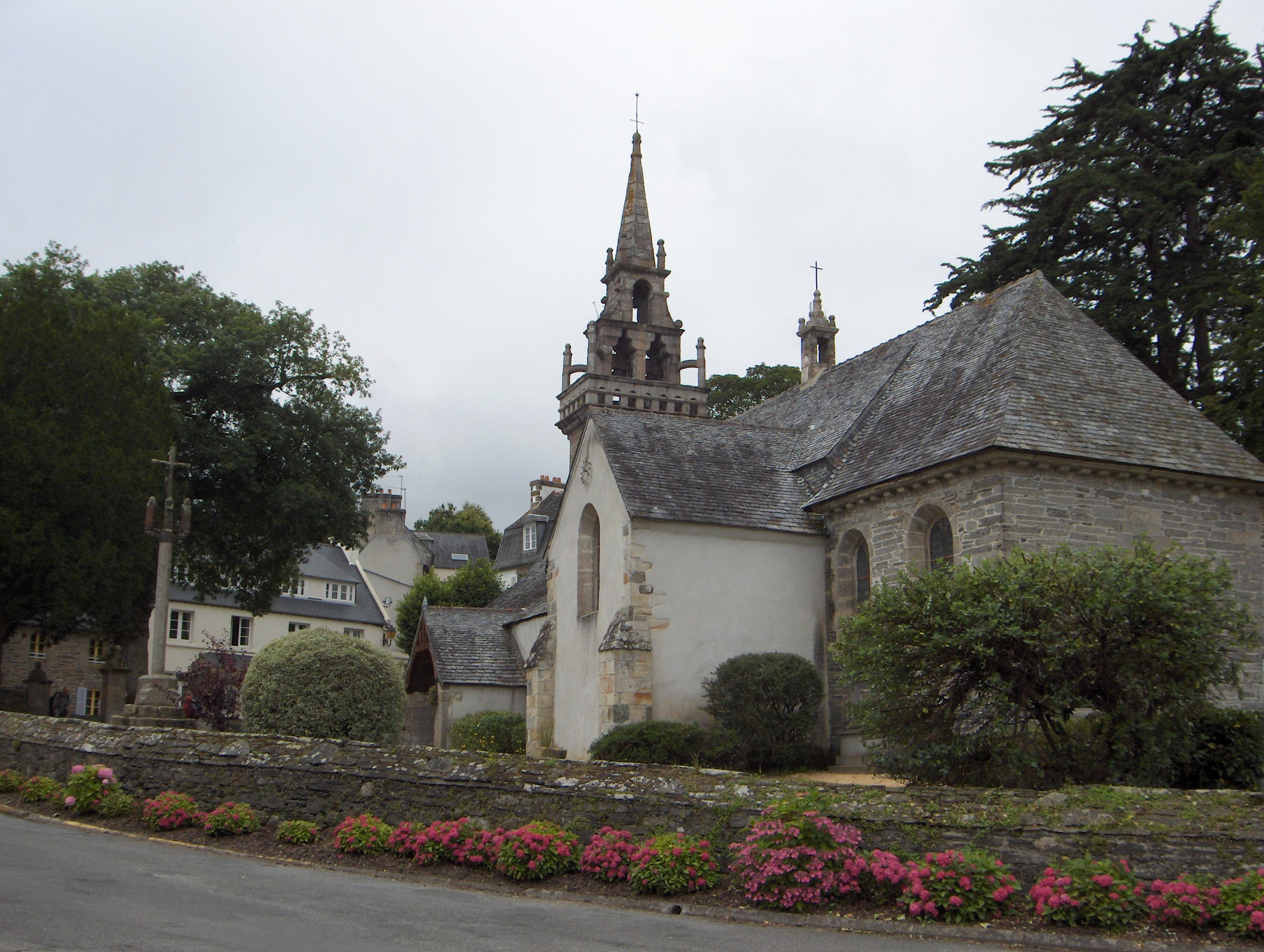
L'église Saint-Guénolé et le calvaire.
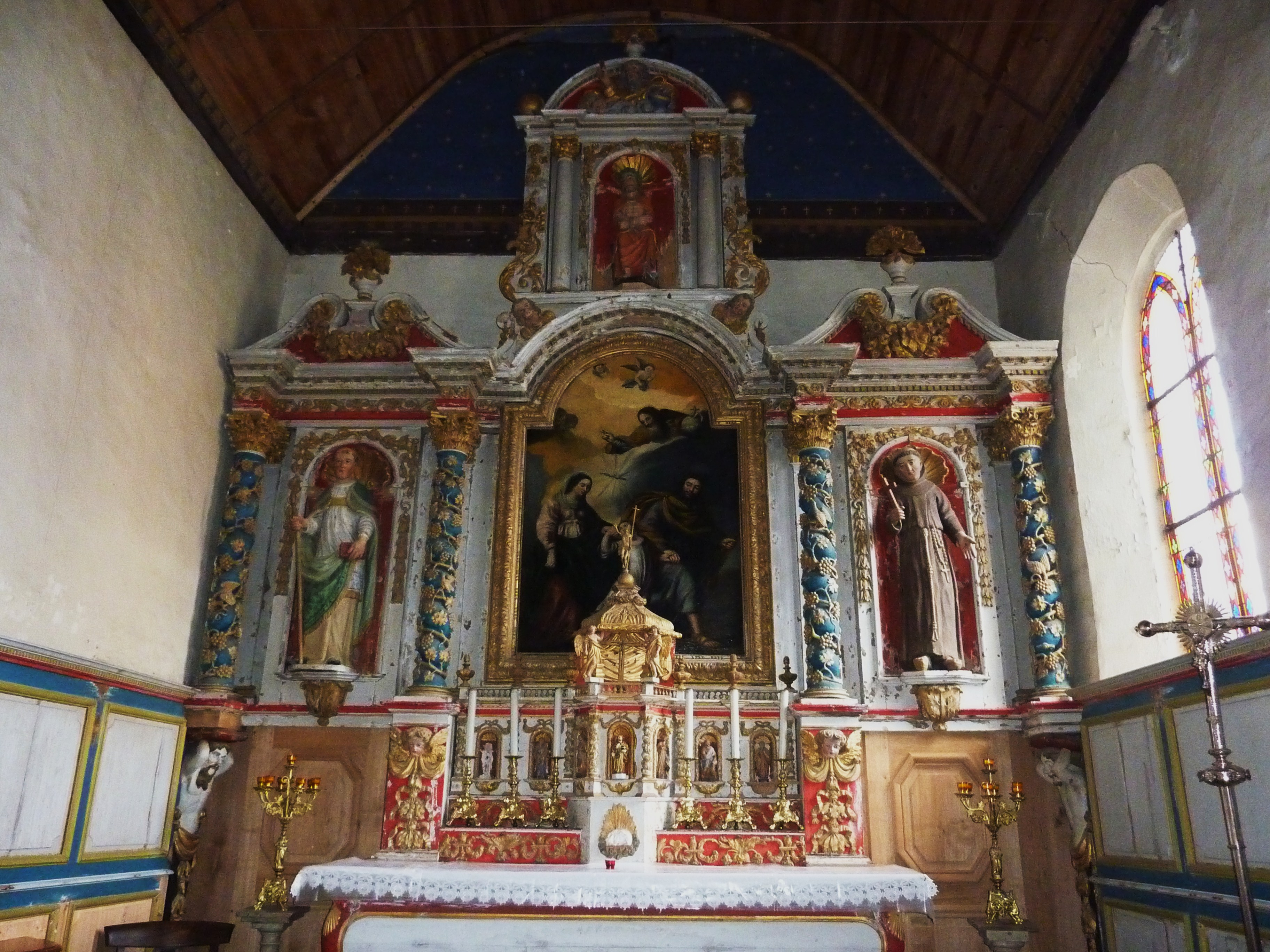
Église Saint-Guénolé : le maître-autel.
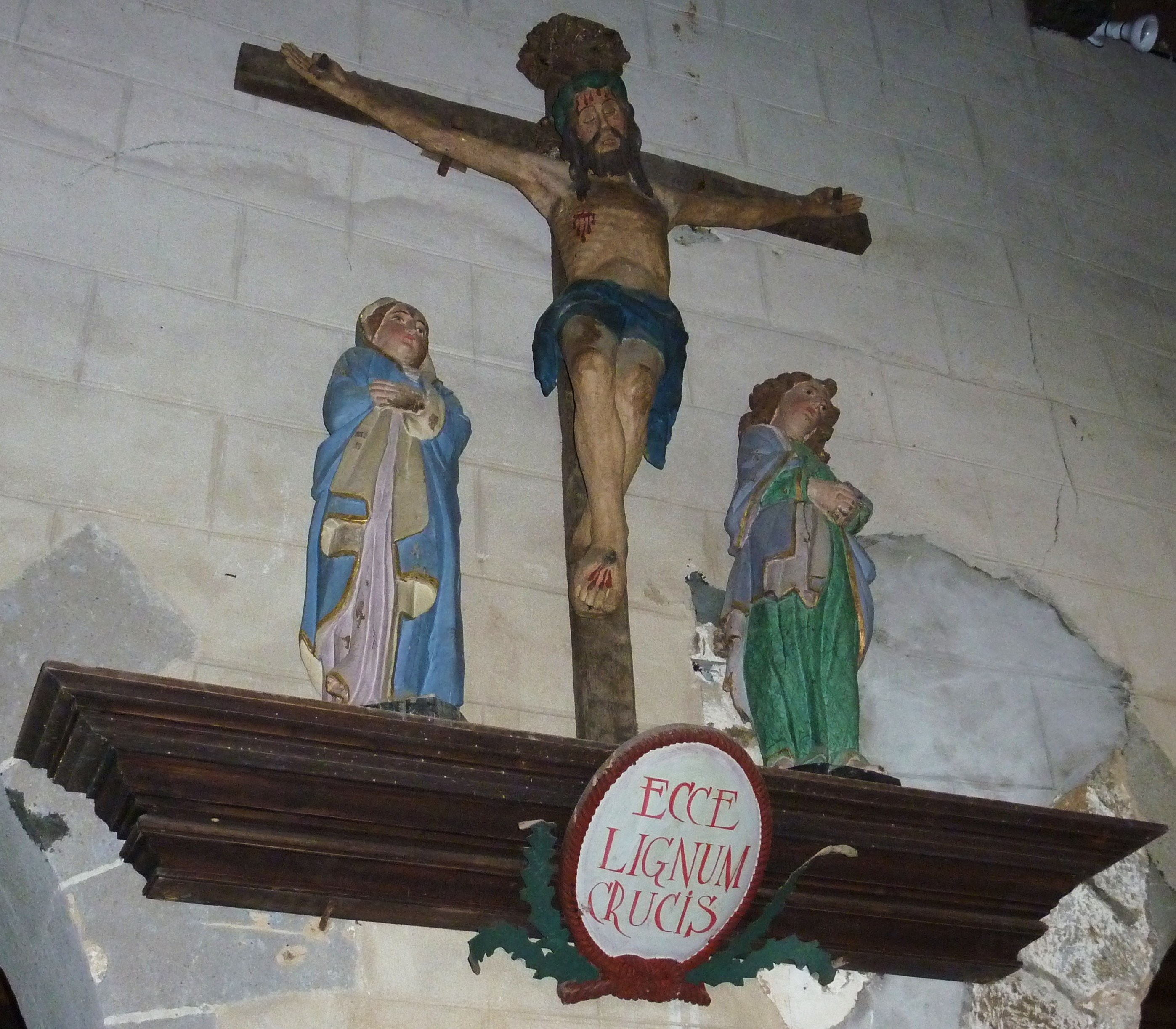
Église Saint-Guénolé : Crucifixion.
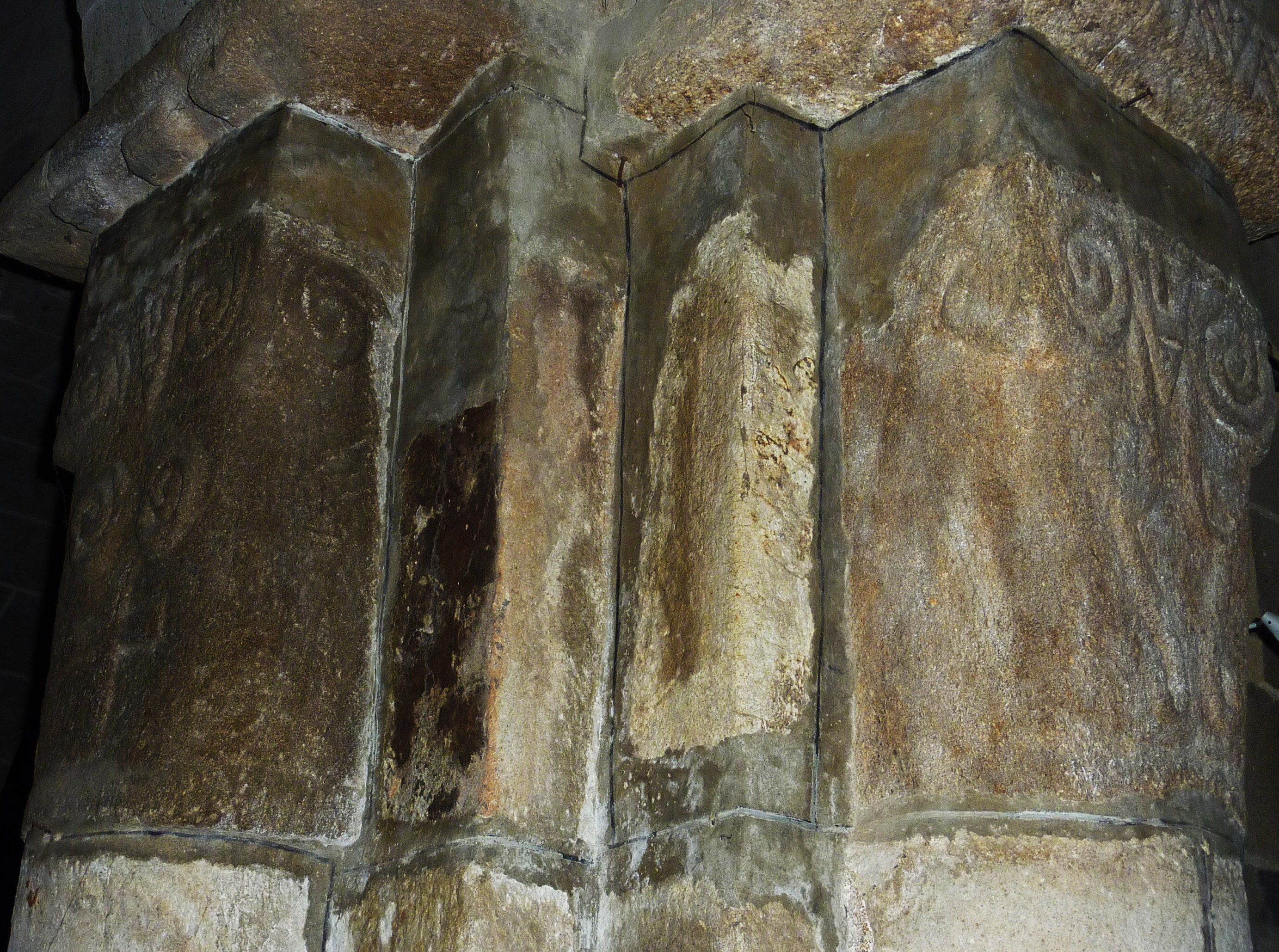
Locquénolé : église Saint-Guénolé : détail des sculptures d'un chapiteau.
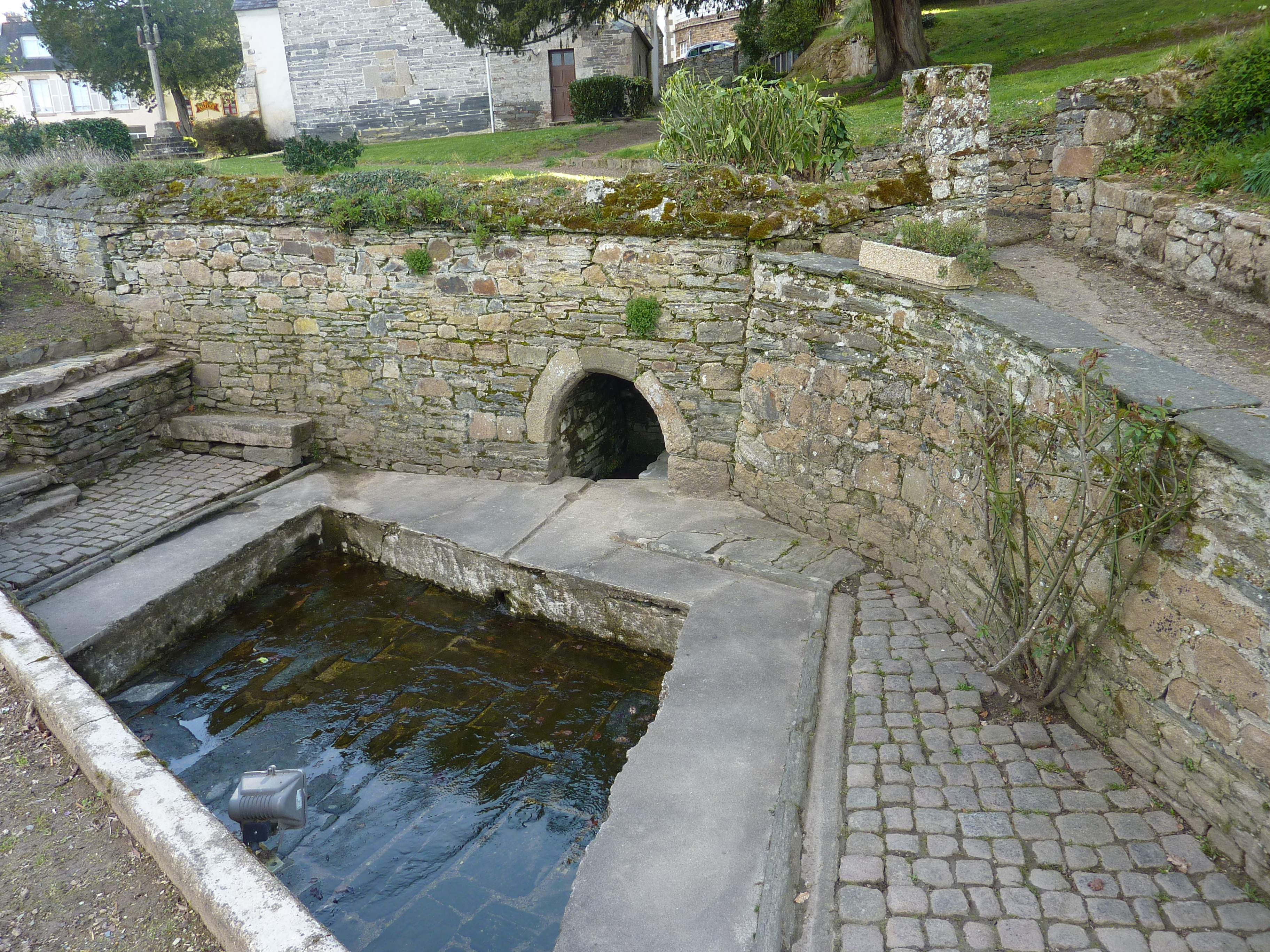
La fontaine et le lavoir près de l'église Saint-Guénolé.

- Les calvaires de l'enclos paroissial, entouré originellement du cimetière, datent du XVIe siècle et présentent sur une face le Christ crucifié et Madeleine agenouillée à ses pieds et sur l'autre face saint Guénolé tenant un livre ouvert et une crosse ; les croisillons portent des statues de la Vierge Marie et de saint Jean ainsi que les armoiries des familles de Carman et de Kerriou.
- La fontaine et le lavoir de Saint-Guénolé. Une charte du cartulaire de Landévennec rapporte que saint Guénolé fit jaillir une source à cet endroit, en consacra l'eau au Seigneur, et qu'un petit monastère s'éleva près de cette fontaine sacrée qui coule toujours sous une voûte au bas du cimetière[80].
- L'ancien château ou manoir de Saint-Guénolé (XIXe siècle), construit par Hilaire du Pontavice, ancien maire, appartient désormais à la famille Stocks.
- Le manoir de Coatilès (XVIIe siècle).
- Le manoir de Kerliviou (XIXe siècle-XXe siècle), construit par le capitaine Ropers et son épouse, Marie-Louise de Kerliviou, décédée en 1882.
- Le manoir de Keromnès (XVIe siècle-XVIIe siècle), restauré au XXe siècle et propriété un temps de la famille de Lafforest.
- Le manoir du Clémeur (XIXe siècle), propriété de la famille Barazer de Lannurien.
- L'ancien manoir de Kerriou (XVIIIe siècle).
- L'arbre de la Liberté (1794), près de l'église.
- Le manoir de Lesenor[81], dit aussi « maison Kerautem » (1965), est une œuvre de l'architecte Roger Le Flanchec (1915-1986) inscrite au titre des monuments historiques par arrêté du 21 novembre 1995, inspirée par les conceptions de Le Corbusier[82].

### Locquénolé  dans les arts et la culture

#### Littérature
- Pierre Zaccone, romancier populaire du XIXe siècle, a écrit en 1868 le roman Jean Longues-Jambes, paru d'abord en feuilleton dans la revue « la Sylphide », dont l'action se déroule en partie à Locquénolé[83].
- Serge Marie a publié en feuilleton dans le journal Ouest-Éclair en 1930 le roman  La Perle de Saïgon qui évoque à maintes reprises Locquénolé[84]. Il avait déjà publié dans les mêmes conditions en 1928 Un Cœur d'épouse, qui évoquait aussi Locquénolé[85].
- Ashley Auster, essayiste et photographe originaire de Locquénolé, ayant notamment publié Les roses des champs, roman faisant plusieurs fois référence à sa ville natale où elle passait ses journées à se « forger une culture littéraire dans un cadre prospère et envoutant »[86].

#### Musique
- Gérard Jaffrès parle de Locquénolé dans sa chanson En piste, en virée.

#### Peinture
- Charles Forget : Locquénolé (peinture présentée au salon d'hiver de Paris en 1947).

#### Danse
- Le « quadrille de Locquénolé » est une danse qui n'avait plus été dansée depuis la Première Guerre mondiale et qui a été exhumée récemment[87].

#### Télévision
- Locquénolé a servi de lieu de tournage principal pour la série Imogène, sous le nom de Plouguirec

## Pour approfondir